# Régie en droit public français
Pour les articles homonymes, voir Régie.
En France, une régie est soit un établissement public chargé de la gestion d'un service public, soit un mode de gestion de ce service public. La régie s'oppose à la délégation de service public, qui inclut une relation de type contractuelle.

## Historique
Le décret-loi du 5 novembre 1926 allège la tutelle préfectorale et autorise les communes à développer certains services en régie.
Depuis les lois de décentralisation, les régies se sont multipliées. Leur fonctionnement est aujourd'hui prévu par le Code général des collectivités territoriales. 

## Présentation
Dans la régie simple, la collectivité compétente assure avec son propre personnel la gestion du service (eau, transports, cantine, piscine, etc.). Elle procède à l'ensemble des dépenses et à leur facturation à l'usager. Elle peut faire appel à des prestataires extérieurs mais les rémunère directement dans le respect du code des marchés publics. C'est un simple service de la collectivité. Il peut présenter un caractère industriel et commercial et faire à ce titre l'objet d'un budget spécifique.
Les collectivités territoriales, leurs établissements publics, les établissements publics de coopération intercommunale ou les syndicats mixtes, peuvent constituer une régie pour l'exploitation directe d'un service public industriel et commercial ou la gestion individualisée d'un service public administratif, après avoir recueilli l'avis de la commission consultative des services publics locaux. Ces régies, soumises au contrôle de la Chambre des Comptes ou du « Pôle national d'apurement administratif (PNAA) » selon le cas, peuvent avoir la forme de : 
- régie autonome : elles sont dotées d'une simple autonomie financière,
- régie personnalisée[4] : elles disposent, lorsque le conseil municipal ou le comité du syndicat en a décidé ainsi, de l'autonomie financière et de la personnalité morale[5]. Dans ce cas, leur création est décidée, et leur organisation administrative et financière déterminée, par délibération du conseil municipal. Elles sont administrées par un conseil d'administration et un directeur désignés sur proposition du maire[6].
  - Exemples de régies personnalisées : La Carène (Brest), La Cartonnerie à Reims, Grand Théâtre (Bordeaux), Opéra national de Bordeaux, RTM, ...

Pour être complet, une confusion sémantique existe sous le vocable « régie ».
En effet, outre celles qui sont développées supra, les collectivités territoriales peuvent créer des régies de recettes, d'avances ou de recettes et d'avances. Il s'agit ici d'une exception au principe de la séparation des ordonnateurs et des comptables publics.
Le régisseur, qui ne peut être ni le maire ou le directeur de l'établissement, ni le comptable public, exerce ses fonctions sous l'autorité de ce dernier. Le lien hiérarchique qui unit le régisseur à l'ordonnateur, dans l'hypothèse où il est son employeur, est suspendu lorsqu'il agit ès qualités[pas clair].
Dès lors, le régisseur, dans des limites strictes, est fondé à manier des deniers publics en lieu et place du comptable compétent[pas clair]. Le régisseur ne rend des comptes qu'au seul comptable public.
Les régies de recettes encaissent généralement des recettes de faible montant : crèches, cantines, eaux, loyers, services culturels, piscines etc. Les régies d'avances permettent de payer de menues dépenses strictement encadrées en termes de montants et de natures. Certaines régies fusionnent les deux compétences. Nous trouvons, de plus, des régies de recettes de très forte activité auprès des caisses des hôpitaux.
Ces régies ne sont pas des démembrements budgétaires et ne font pas l'objet de budgets annexes au budget général de la collectivité. Pour les spécialistes, ces régies ne font jouer que les comptes de classes 4 et 5 tenus par le seul comptable public. La traduction dans des comptes générateurs de résultat ou de bilan est faite par la collectivité lors de la régularisation des écritures passées par les régisseurs.